# Haymaker (песня Грейсона Ченса)
Haymaker (здесь: с англ. — «Удар под дых») — песня выпущенная 28 июня 2024 года в качестве сингла американским автором и исполнителем Грейсоном Ченсом на английском языке в стиле инди-поп. Сам Ченс считает, что это «не кантри-песня, а скорее рок-песня». Стриминговый сервис Spotify поместил сингл в плейлист жанра «фолк-поп». По опубликованной Ченсом «сториз» в его официальном аккаунте в социальной сети Instagram, это первая песня в его карьере, которую определяют к этом жанру.
Предполагается, что эта песня является вторым синглом из предстоящего студийного альбома музыканта. На момент выхода сингла ни название альбома, ни дата его релиза пока не объявлены. Тем не менее, Ченс подтверждает в социальных сетях, отвечая на вопросы поклонников, что альбом уже записан и данный сингл будет альбомным. По его словам, альбом должен быть выпущен в этом же году (2024).

## Название песни
Haymaker буквально означает «рабочий, занятый на сенокосе или на сенозаготовках», однако, согласно словарю «Merriam-Webster» может также означать «нокаутирующий удар» или «удар под дых».
Оба этих значения обыгрываются Ченсом в видеоклипе, снятым на песню: певец ходит по полю, на котором производится заготовка сена. В тексте песни есть слова: «So go ahead and blame it on your redneck nature, Hey brother hit me with your haymaker» — Ченс делает отсылку к тому, что его брат реднек, типичный житель юга США, который согласно стереотипам может работать на заготовке сена. Вместе с этим обыгрывается история написания песни и «haymaker» также означает «удар под дых» — Ченс рассказывает свою личную историю ссоры с братом.

## История
По рассказам самого музыканта, песня была вдохновлена его ссорой со старшим братом Таннером; дело даже дошло до рукоприкладства: «Отношения между моим братом и мной дошли до физического контакта. „Haymaker“ — песня, на написание которой повлиял удар, хотя на самом деле она является чем-то большим. Я не разговаривал с братом три года. Семья это всё, до тех пор пока не остаётся ничего. Вот о чём эта песня».
Перед выпуском песни Ченс опубликовал короткое видео в социальных сетях. В нём на фоне звучащей мелодии песни Ченс как бы обращается к своему брату и зачитывает текст на английском языке: «Я никогда раньше не видел тебя таким. Широко раскрытые глаза, кровь кипит, готовый ударить любого, кто окажется перед тобой. Я просто никогда не думал, что на этом месте буду я. Братья дерутся (ссорятся), это понятно. Мы и сейчас ссоримся, но я больше тебя не боюсь.».
В интервью порталу «Sweety High» Ченс рассказал, что он родом из довольно традиционной американской семьи. Он вырос в Оклахоме, рядом с родителями, и всегда был очень близок со своим старшим братом и старшей сестрой, даже во взрослом возрасте. Песня «Haymaker» о том, что отношения между братьями испортились во время пандемии COVID-19 — после нескольких месяцев словесных ссор дело дошло до рукоприкладства. Ченс ранее никогда не испытывал чего-либо подобного, для него это было «тёмные времена». После инцидента братья не общались более трёх лет.
Ченс признаётся, что искренне верит в то, что «выражение боли в искусстве всегда в конечном итоге приводит к положительному результату.» Музыкант надеется, что слушатели песни смогут сопоставить его опыт, описанный в песне, со своим собственным и утешится тем, что они не одиноки в своём горе.
Спродюсировал песню один из её соавторов, Райан Линвилл.

## Haymaker — The Midnight Mix
9 августа 2024 года вышел официальный ремикс на песню «Haymaker», названный «Haymaker (The Midnight Mix)». Автором ремикса стал американский музыкант Фабиан Мазур (англ. Fabian Mazur).

## Видеоклип
На песню был выпущен официальный текстовый видеоклип (англ. Official Lyric Video) с оригинальным видеорядом. Режиссёром клипа является американская фотохужожница Бриттани Филлипс.

## Отзывы критиков
| Оценки критиков | Оценки критиков |
| Источник        | Оценка          |
| --------------- | --------------- |
| LA On Lock      | [ 6 ]           |

- Профессиональный лосанджелесский музыкальный портал «LA On Lock» оценивает сингл на 4,5 балла из 5. В своей рецензии Тревис Эрвин отмечает, что жанрово композиция «балансирует между роком, поп-музыкой и фолком.» и сравнивает её исполнителя с такими коллективами как Mumford & Sons или The Lumineers. При этом «Haymaker» «эмоционально соответствует американе[англ.] в духе Джейсона Исбелла или даже более традиционному кантри-звучанию, такому как у Тайлера Чилдерса». Эрвин заключает, что «эмоционально грубая (необработанная) и уязвимая песня написана и исполнена мастерски»[6].
- Американский портал квир-культуры «Queerty» отмечает релиз сингла, называя песню «народной и личной», а также рекомендует слушателям «запастись салфетками [чтобы вытирать слёзы]»[3].
- Журнал «F Word Magazine» пишет, что новый «потрясающий, эмоционально заряженный» сингл Ченса «погружает [слушателей] в глубины безусловной любви». Отмечается, что «текст одновременно доступен и интроспективен, приглашая слушателей к глубоким размышлениям.». Кроме того, обозреватели журнала напоминают, что Ченс «использует свои народные и кантри-корни для создания освежающей музыки, сплетения метафор и повествований, которые переносят слушателей в захватывающее путешествие»[7]
- Независимый британский журнал для мужчин «Man About Town» в своей рецензии на сингл называет его «новым фолк-поп-гимном восходящей звезды» и отмечает, что это «искреннее исследование семейных неурядиц». Обозреватель Тристен Джитан пишет, что песня полна «жизненной энергии и эмоционального вокала, элегантно сочетая традиционные кантри-влияния с энергичным фолковым звучанием.». Отмечается также широкий вокальный диапазон исполнителя и сплетение «эмоциональной и интроспективной истории в этом монументальном дополнении к его [Ченса] дискографии.»[8].
- Портал «Sweety High» освещает выход сингла и отмечает, что это «одна из самых проникновенных и эмоциональных песен». В ней Ченс исследует «последствия настоящего семейного конфликта, погружаясь в то, насколько сложными могут быть любовь и ненависть между членами семьи»[1].
- Портал «Flex» отмечает, что с новый сингл принёс музыканту «удивительно богатое и страстное возвращение. Его захватывающий вокал разлит в эйфорическую композицию, и он возвращается с одним из своих самых мощных релизов.»[9].
- Португальское издание «Not Rated» отмечает «фолковое звучание и удвоенную мелодичность вокала, характерную для старых релизов» исполнителя, таких, например, как Palladium[10].
- Немецкий музыкальный портал «Musik-News» включил песню в список основных музыкальных новинок недели[11].

### Комментарии
1. ↑  По всей видимости Таннер ударил Грейсона, однако достоверного документального подтверждения этого не имеется.